# Ravós del Terri
Ravós del Terri es una entidad de población española del municipio de Cornellá del Terri, perteneciente a la provincia de Gerona, en la comunidad autónoma de Cataluña.

## Toponimia
El lugar puede aparecer referido como «Ravós del Terri» y «San Andrés de Rabós».

## Historia
Hacia mediados del siglo XIX, el lugar, por entonces perteneciente al ayuntamiento de Sant Andreu del Terri, tenía contabilizada una población de 101 habitantes. Aparece descrito en el decimotercer volumen del Diccionario geográfico-estadístico-histórico de España y sus posesiones de Ultramar de Pascual Madoz con las siguientes palabras:

RABÓS (San Andrés de): l. en la prov., part. jud. y dióc. de Gerona (1 3/4 leg.), aud. terr. y c. g. de Barcelona, ayunt. de San Andrés del Terri. sit. en terreno casi llano á la márg. izq. del r. Terri, con buena ventilacion y clima templado y sano; las enfermedades comunes son fiebres intermitentes. Tiene 40 casas y una igl. parr. (San Cuculate) servida por un cura de ingreso de provision real y ordinaria, y 3 beneficiados de patronato laical. El térm. confina N. y E. Sta. Leocadia y San Andrés del Terri; S. San Julian de Ramis, y O. Riudellots de la Creu. El terreno participa de monte y llano; le fertiliza el mencionado r., y le cruzan varios caminos locales de herradura, que se hallan en mal estado. prod.: trigo, legumbres y vino de inferior calidad; cria ganado lanar, y caza menor. ind.: un molino harinero. pobl.: 20 vec., 101 alm. cap. prod.: 2.245,600 rs. imp.: 56,140.
(Madoz, 1849, p. 355)

En la actualidad, pertenece al municipio de Cornellá del Terri. En 2022, tenía empadronados 137 habitantes.